# RAB31
RAB31 (англ. RAB31, member RAS oncogene family) – білок, який кодується однойменним геном, розташованим у людей на короткому плечі 18-ї хромосоми. Довжина поліпептидного ланцюга білка становить 194 амінокислот, а молекулярна маса — 21 569.
| 10         |  | 20         |  | 30         |  | 40         |  | 50         |
| ---------- |  | ---------- |  | ---------- |  | ---------- |  | ---------- |
| MAIRELKVCL |  | LGDTGVGKSS |  | IVCRFVQDHF |  | DHNISPTIGA |  | SFMTKTVPCG |
| NELHKFLIWD |  | TAGQERFHSL |  | APMYYRGSAA |  | AVIVYDITKQ |  | DSFYTLKKWV |
| KELKEHGPEN |  | IVMAIAGNKC |  | DLSDIREVPL |  | KDAKEYAESI |  | GAIVVETSAK |
| NAINIEELFQ |  | GISRQIPPLD |  | PHENGNNGTI |  | KVEKPTMQAS |  | RRCC       |

A: Аланін

C: Цистеїн

D: Аспарагінова кислота

E: Глутамінова кислота

F: Фенілаланін

G: Гліцин

H: Гістидин

I: Ізолейцин

K: Лізин

L: Лейцин

M: Метіонін

N: Аспарагін

P: Пролін

Q: Глутамін

R: Аргінін

S: Серин

T: Треонін

V: Валін

W: Триптофан

Кодований геном білок за функцією належить до фосфопротеїнів. 
Білок має сайт для зв'язування з нуклеотидами, ГТФ. 
Локалізований у мембрані, цитоплазматичних везикулах, апараті гольджі, ендосомах.